# Шиста (станція метро)
59°24′10″ пн. ш. 17°56′31″ сх. д. / 59.402777777778° пн. ш. 17.941944444444° сх. д.
«Шиста» (швед. Husby) — станція Стокгольмського метрополітену. 
Розташована на синій лінії, обслуговується потягами маршруту Т11, між станціями Хусбю та Галлонберген.
Відстань від станції Кунгстредгорден — 13 км.
Введено в експлуатацію 5 червня 1977 року.
 
Пасажирообіг станції в будень —	20 700  осіб (2019)

Розташована у мікрорайоні Шиста, Вестерорт, Стокгольм. 
Конструкція: естакадна станція, з однією прямою острівною платформою 

## Операції
| Попередня станція | Лінія | Лінія     | Лінія | Наступна станція                |
| ----------------- | ----- | --------- | ----- | ------------------------------- |
| Хусбю до Акалла   |       | Лінія T11 |       | Галлонберген до Кунгстредгорден |